# HMS Northumberland (1705)
Pour les autres navires du même nom, voir HMS Northumberland.
Le HMS Northumberland (le quatrième du nom) est un navire de guerre d'abord britannique de 1743 à 1744, puis français sous le nom de Northumberland jusqu'en 1781. C'est un vaisseau de ligne de troisième rang portant 64 canons sur deux ponts.
Il est assez célèbre dans l'histoire de la marine pour avoir été capturé par les vaisseaux français Content et Mars le 19 mai 1744 (8 mai dans le calendrier julien encore en usage en Grande-Bretagne à cette époque) et être passé de la marine britannique à la marine française.

## Dans laRoyal Navy(1743-1744)

### Dimensions et armement
Le HMS Northumberland est construit au chantier naval de Woolwich (sur la rive sud de la Tamise, près de Greenwich), en suivant les plans de l'ingénieur Holland. Il correspond aux dimensions et à l'armement fixés en 1741 pour les vaisseaux britanniques de 64 canons :
- 154 pieds de long au niveau des batteries (46,9 mètres) ;
- 44 pieds de large (13,4 mètres) ;
- 18 pieds et 11 pouces de tirant d'eau (5,8 mètres) ;
- 26 canons de 32 livres en première batterie ;
- 26 canons de 18 livres en seconde batterie ;
- 12 canons de 9 livres sur les gaillards.

Masse totale d'une bordée : 704 livres de boulets de fonte.

### Capture

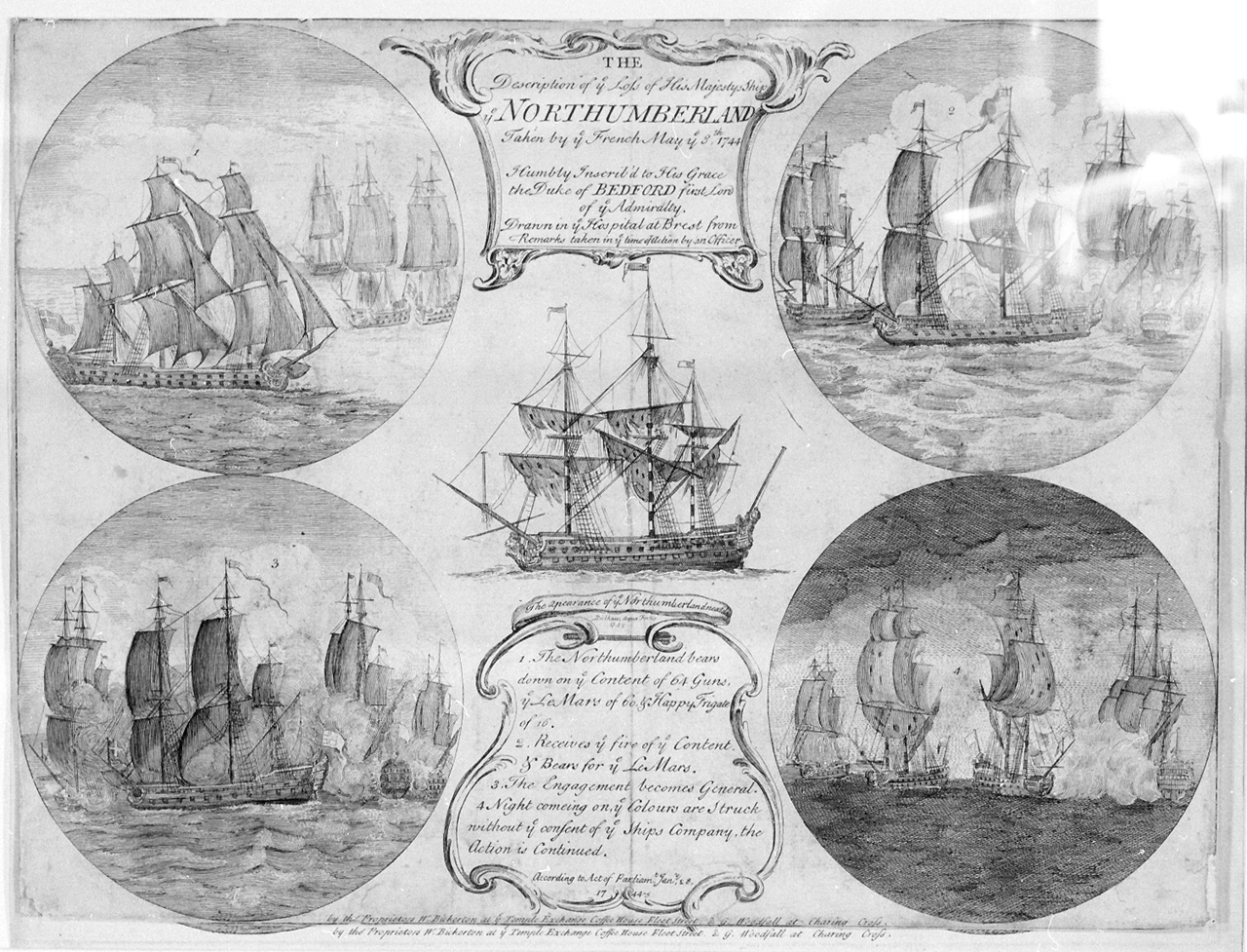
Le récit de la capture du HMS Northumberland par Conflans.

En avril 1744, le HMS Northumberland, sous le commandement de Thomas Watson, prend la mer à destination de Lisbonne avec l'escadre de Sir Charles Hardy. Au début de mai, l'escadre croise au large du Portugal et trois voiles suspectes sont repérées.
Un officier raconte :[réf. nécessaire]
« Le 8 mai, sous la latitude 39 et 40, à 5 heures du matin, l'amiral signala au Northumberland de donner la chasse une voile dans le nord. Nous envoyâmes toute la toile que nous pouvions, sans gagner sur notre adversaire, ayant très peu de vent et un temps brumeux. À midi le vent fraîchit, mais nous ne pûmes nous approcher à portée de canons. À deux heures l'amiral nous fit le signal de rejoindre la flotte, le capitaine en prit connaissance mais n'y obéit point. À quatre heures, le temps s'éclaircit, nous vîmes le vaisseau pris en chasse, et découvrîmes trois bâtiments voguant à l'ouest ; deux d'entre eux étaient de larges vaisseaux de même force que nous, l'autre bâtiment étant d'environ 20 canons, à environ une lieue de distance. Les voyant le pilote déclara qu'il s'agissait d'étrangers […]. Il tenta de persuader le capitaine d'attendre la flotte, ce qu'il refusa, déclarant qu'il voulait voir ce que les nouveaux venus avaient dans le ventre. Il ordonna aux hommes de détacher les canons et de faire le branle-bas, ce dont il n'avait pas le temps. À notre approche ils envoyèrent immédiatement les huniers et les couleurs anglaises, mais une fois proches ils firent monter les couleurs françaises. »
Les deux vaisseaux étaient le Content vaisseau de 64 canons portant le pavillon de Hubert de Brienne, Comte de Conflans et le Mars commandé par Étienne de Perier, de 64 canons.
À cinq heures, Le Northumberland s'approche du Content et reçoit une pleine bordée qui ne lui fait pas subir le moindre dommage.
Il engage ensuite le Mars.
« Après un combat de 3 heures, le Mars de 64 canons, très endommagé, s'éloigna, et nous pûmes nous occuper du Content de 64 canons, et tout laissait supposer que nous avions toutes nos chances quand un cri s'éleva du gaillard d'arrière “Cessez-le-feu nous avons abaissé nos couleurs.” Ceci nous causa une grande consternation, car nous pensions alors que les Français s'étaient rendus, car ils ne tiraient plus et que nous étions sur le point de leur envoyer une bordée, quand nous parvint un second appel, “Maudits rascals, cessez-le-feu et amarrez les canons, nous avons baissé pavillon”. Il semble que ce fut le pilote qui donna cet ordre. Le capitaine avait certainement été mortellement blessé sur le gaillard d'arrière, et gisait adossé au mât d'artimon. Le pilote et le maître canonnier auraient déclaré “Nous devons tous mourir, ils sont sur le point de nous prendre en enfilade de la proue à la poupe! Cher capitaine, affalez le pavillon et abattez les mâts, nous devrions être repris demain”, ce qui aurait été fait si l'on ne les en avait pas empêché. Pendant ce temps, le charpentier rapporta que la coque du navire était toujours en bon état et qu'il n'y avait aucune voie d'eau. »
« Le capitaine n'aurait pas prêté l'oreille à leurs dires, aurait tenté de mettre le navire vent debout, et de permettre ses défenses. Il fut descendu dans la cabine du commis pour que l'on panse ses blessures, et il n'apprit la reddition du navire que lorsqu'il vit les Français à bord. Lors de l'action, [le second lieutenant] avait été blessé, les voiles et le gréement taillé en pièces, près de 70 hommes tués ou blessés, mais il restait toujours un puissant et brave vaisseau, sans la moindre voie d'eau à colmater, le plus petit dommage à la coque, et avec des hommes prêt à affronter les canons de l'adversaire. [D'ailleurs], nous aurions combattu jusqu'au dernier s'il nous avait été permis de le faire; ajoutez à cela qu'il faisait nuit, et que l'ennemi ignorait encore notre reddition, jusqu'à ce le pilote lui demande un cessez-le-feu, ainsi que de venir à bord à bord avec ses propres canots; [Les Français] déclarèrent plus tard qu'ils ne s'attendaient pas à ce nous nous rendions à eux, car leurs vaisseaux avaient leur mâture très endommagée, ainsi que leurs voiles et leurs gréements. Il leur fallut d'ailleurs près de trois jours avant qu'ils pussent faire voile, et dix-neuf avant qu'ils pussent atteindre Brest. Ainsi se rendit à l'ennemi un des meilleurs vaisseaux de la marine d'Angleterre, sans aucune raison valable. »
Cette victoire, peinte par Garneray, qui l'intitule sans ambiguïté "La prise du Northumberland par le Mars" eut un retentissement à la Cour. Cette victoire était interprétée comme un bon commencement de la guerre débutée contre la Grande-Bretagne quelques mois plus tôt, en mars 1744.
Effectivement, au cours de l'année 1744, les Britanniques perdent deux frégates en combat contre des navires français, les Solebay, de 20 canons, et la Grampus, de 16 canons. La marine française ne subit aucune perte.
Auparavant, lors des dernières guerres maritimes, sous le règne de Louis-XIV, la marine française était habituée à remporter des victoires navales sur les forces ennemies, anglaises ou hollandaises.
Lors du combat du 19 mai 1744, le chevalier de Conflans qui, sur le Content, commandait la division des deux bateaux à laquelle appartenait le Mars, eut une part plus modeste à l'action. Ce grand seigneur, fort prisé à la Cour, donna à penser qu'il avait pris le Northumberland, ce qu'un historien du XIXe siècle a mis en doute. Or les relations de ce combat par le chevalier de Conflans et par Étienne de Perier figurent aux Archives Nationales et permettent aujourd'hui de rétablir la vérité. On y trouve notamment une lettre au Ministre de la Marine, de Perier, dans laquelle il tint à mettre les choses au point.

### Jugement des officiers
Le capitaine Watson, commandant du HMS Northumberland survécut encore plusieurs jours, assez longtemps pour être transporté à Brest. Il meurt en France le 4 juin 1744.
Une cour martiale se tint à Portsmouth à bord du HMS Lennox le 31 janvier 1745 pour juger les officiers du HMS Northumberland à leur retour de captivité. Ils furent acquittés, et le premier lieutenant (?) obtint les félicitations de la cour pour avoir rempli son devoir de manière brave et prudente.
Le pilote fut jugé pour avoir rendu le navire sans nécessité et condamné à passer le reste de sa vie dans la prison de Marshalsea.

## Dans la Marine française (1744-1781)

### Réarmement
Incorporé dans la Marine royale française, son armement est modifié :
- sa première batterie conserve 26 canons de 32 livres ;
- sa seconde batterie passe de 26 canons de 18 livres à 28 canons de 16 livres (correspondant au calibre 18 anglais) ;
- ses gaillards perdent leurs 12 canons de 9 livres mais reçoivent 16 canons de 8 livres.

Le vaisseau porte désormais 70 canons, mais cela ne modifie pas le poids de sa bordée sur papier, qui reste à 704 livres de boulets de fonte. Cependant la masse de bordée, elle, passe de 319 à 344 kilogrammes (puisque, en 1744, la livre française a 489,5 grammes et que la livre anglaise a 453,6 grammes).
Il compte alors un équipage de 500 hommes et 11 officiers.

### Fin de la guerre de succession d'Autriche
En mai 1746, il devient le vaisseau-amiral du duc d'Anville qui rassemble une escadre à l'île-d'Aix afin de reprendre la forteresse de Louisbourg que les Britanniques ont capturé l'année précédente.
Commandé par le marquis de La Jonquière, le Northumberland appareille de Rochefort le 22 juin 1746 avec le reste de l'escadre et de nombreux transports. Victime du typhus, elle n'atteint l'Acadie que le 10 septembre. Au large d'Halifax, une violente tempête désempare le convoi et le disperse. Une division anglaise s'empare de plusieurs navires français. Le 27 septembre, le duc d'Anville meurt d'une crise d'apoplexie à bord du Northumberland et La Jonquière prend alors le commandement de l'escadre qu'il ramène péniblement à Brest en novembre 1746.
En 1747, sous les ordres d'Étienne de Perier dit l'Aîné, il achemine La Galissonnière en Nouvelle-France pour qu'il en devienne le gouverneur-général.

### Guerre de Sept Ans
Pendant la guerre de Sept Ans, il fit partie de l'escadre du Ponant, placée sous les ordres de l'amiral de Conflans.
De 1757 à février 1759, il subit une refonte à Brest et participa en novembre à la bataille des Cardinaux. Il est alors commandé par le capitaine de vaisseau Vincent-Jean de Bellingant, secondé par le capitaine Terdern du Dresnec et compte un équipage de 630 hommes. Lorsque son ancien vainqueur, l'amiral de Conflans vire de bord pour secourir son arrière-garde à bord du Soleil Royal, son vaisseau-amiral, le Northumberland est le deuxième navire à imiter la manœuvre de son chef. Durant la nuit qui suit la bataille, le Northumberland fait voile avec huit autres vaisseaux (dont le Tonnant du prince de Bauffremont) vers la Charente et Rochefort.
Après avoir mouillé à l'île-d'Aix, ils remonte la Charente pour échapper aux Britanniques, non sans s'être fortement allégé. En effet, Keppel et sa division bloquent bientôt l'estuaire de la rivière. Ce blocus dure jusqu'au Traité de Paris en février 1763.

### Fin de carrière
La paix revenue, les vaisseaux sont répartis entre Toulon, Brest mais d'autres restent à Rochefort. C'est le cas du Northumberland qui avait subi en 1762 une nouvelle refonte dans ce dernier port.
De retour à Brest, il est radoubé en 1767 et en juin 1780.
Rebaptisé l’Atlas depuis janvier 1776, il est refondu en flûte de 650 tonneaux pour le transport. Il fait naufrage en février 1781 au large d'Ouessant.

## Le secondNorthumberland(1780-1795)
Un vaisseau de 74 canons construit à Brest par Sané en 1779-1780 sur les mêmes plans que l'Annibal, est baptisé Northumberland. Il effectue sa carrière au service de la Marine Royale du roi Louis XVI puis de la République. Il est un peu plus puissant que son prédécesseur, avec une bordée de 838 livres de fonte.
Ce second Northumberland participe à la bataille des Saintes sous le commandement du capitaine Saint Cézaire, qui y est tué. En 1782, il capture le HMS Allegiance, un sloop de 14 canons.
Il est capturé par la Royal Navy le 1er juin 1794 lors de la bataille de Prairial. Après une courte intégration sous le nom de HMS Northumberland, les Britanniques le démolissent en décembre 1795.